# František Smatek
František Smatek (13. listopad 1899, Žiželice nad Cidlinou - 9. květen 1978) byl český reklamní kreslič, karikaturista a ilustrátor. Vlastním jménem František Smeták, podepisoval se též Fráňa Smatek.

## Život
Kresbu studoval ve Vídni. Od roku 1922 pracoval jako ilustrátor pro časopis Humoristické listy, kreslil plakáty pro závody Tomáše Bati ve Zlíně.

## Dílo

### Ilustrace
Ilustroval sérii knih Otakara Haeringa o čertíku Marbulínkovi.
Dále je autorem titulních listů a ilustrací knih Emanuela Lešehrada, Felixe Achilla de la Cámary a řady dalších.